# Adam Foote
Adam Foote (* 10. července 1971, Toronto, Ontario, Kanada) je bývalý kanadský hokejový obránce, který úspěšně reprezentoval Kanadu na několika důležitých turnajích a s týmem Colorado Avalanche dvakrát vyhrál slavný Stanley Cup.

## Kariéra

### Hráčská kariéra
Adam se narodil v kanadském Torontu, kde je lední hokej nesmírně populární a kde také začal hrát Foote. V mládí nastupoval v nižší ontarijské lize za tým Whitby Midgets, kde patřil k nejlepším hráčům ligy.
Před sezónou 1988/1989 přešel do juniorského týmu Sault Ste. Marie Greyhounds, hrajícího Ontario Hockey League (OHL). V sezóně se ukázal být velice nadějným obráncem a všimly si ho i týmy v National Hockey League (NHL). Proto byl už v roce 1989 draftován ve 2. kole (22. celkově) týmem Quebec Nordiques. V sezóně 1989/1990 se v Sault Ste. Marie ještě výrazně zlepšil a je s podivem, že nehrál za žádný kanadský výběr na MS juniorů. V sezóně 1990/1991 se mu v Sault Ste. Marie dařilo natolik, že byl vybrán do 1. All-star týmu OHL, což je výběr ideální sestavy ligy OHL.
V sezóně 1991/1992 už měl šanci prosadit se do NHL. Sezónu sice začal v AHL v týmu Halifax Citadels, ale po 6 zápasech si ho tým Quebec Nordiques povolal do sestavy a nabídnutou šanci, už Adam Foote nepustil. Ve 46 zápasech nastřádal 7 kanadských bodů. V sezóně 1992/1993 už hrál celou sezónu za Quebec a zahrál si poprvé i v Playoff NHL. V sezóně 1993/1994 ho trápila zranění, kvůli kterým sehrál jen 45 zápasů a v sezóně 1994/1995 se hrála v NHL jen polovina sezóny kvůli stávce hráčů. Adam Foote si vybudoval pověst spolehlivého obránce, který má skvělé vůdčí schopnosti.
Před sezónou 1995/1996 se tým Quebec Nordiques stěhoval do Denveru a přejmenoval se na Colorado Avalanche. Nově vzniklý tým začal přeorganizovávat sestavu, ale Foota si nechali a on společně s dalšími spoluhráči se odvděčil, jak nejlépe mohl a společně pro tým vyhráli Stanley Cup. Po sezóně ještě nastoupil za reprezentaci Kanady na Světovém poháru, kde tým Kanady prohrál až ve finále 1-2 na zápasy s USA a tak získal Adam Foote svojí první medaili z mezinárodního hokeje a to stříbrnou medaili. V další sezóně 1996/1997 sice s Coloradem vyhrál základní část NHL a tím pádem Presidents' Trophy, ale v Playoff vypadli už v 1. kole. V sezóně 1997/1998 pokračoval ve spolehlivé a vyrovnané hře a vysloužil si nominaci do sestavy kanadské reprezentace pro Zimní olympijské hry v Naganu. Tým Kanady měl velké ambice získat zlaté medaile, ale po porážcee v semifinále s Českou republikou 1:2 na nájezdy a s Finskem v bitvě o 3. místo prohráli 2:3 odjeli bez medaile. Další 4 sezóny poznamenala jeho kariéru četná zranění. V sezóně 2000/2001 dokonce sehrál kvůli zraněnému rameni jen 35 zápasů. V té době dokonce uvažoval o ukončení hráčské kariéry. Nakonec bylo štěstí, že to neudělal. S týmem totiž vyhrál v základní části NHL a nakonec vyhrál s Coloradem i svůj druhý Stanley Cup. V sezóně 2001/2002. Hrál na svých druhých Zimních olympijských hrách v týmu Kanady. V Salt Lake City se jim na rozdíl od Nagana dařilo a po výhrách ve čtvrtfinále s Finskem 2:1, v semifinále s Běloruskem 7:1 a ve finále s USA 5:2 vyhráli zlaté medaile a pro Foota to byla první zlatá medaile na významném hokejovém turnaji. Sezóna 2002/2003 byla z hlediska kanadského bodování jeho nejúspěšnější v NHL, když v 78 zápasech dal 11 gólů a 20 asistencí, což po součtu znamená 31 kanadských bodů. V sezóně 2003/2004 si připsal jen o bod méně. Sezóna 2004/2005 se v NHL nehrála kvůli výluce, což Foote využil k doléčení zranění a šrámů.
Po výluce byl Volným agentem bez smlouvy a jako takový podepsal smlouvu s týmem Columbus Blue Jackets. V sezóně 2005/2006 se stal kapitánem Columbusu, hned ve své první sezóně v tomto klubu. V této sezoně byl ve svých 34 letech také povolán do reprezentace Kanady na Zimní olympijské hry v Turíně. Kde ovšem Kanada po porážce ve čtvrtfinále od Ruska 0:2 skončila až na 7. místě. Ani v Columbusu se mu nevyhnula zranění.
Po necelých třech sezónách byl 26. února 2008 vyměněn do "svého" Colorada Avalanche za 1. kolo draftu 2008 (tento výběr v draftu později Columbus vyměnil do Philadelphia Flyers, kteří si vybrali hráče Lucu Sbisu). V Coloradu se 36letý, fanoušky milovaný obránce cítil o moc lépe i kvůli rodině, která tu měla domov a na konci sezóny 2007/2008, si zahrál po dlouhé době i v Playoff, kde ovšem Colorado vypadlo v semifinále s Detroitem Red Wings. V sezóně 2008/2009 se opět trápil se zraněním a odehrál pouze 42 zápasů. V Coloradu hrál až do konce sezóny 2010/2011 kdy 9. dubna 2011 oficiálně oznámil konec aktivní kariéry.

### Trenérská kariéra
Pro sezónu 2012/13 získal angažmá v americké mládežnické lize, konkrétně v týmu Colorado Thunderbirds na pozici asistenta trenéra. Pro sezónu 2013/14 si jej do svého trenérského týmu vybral bývalý spoluhráč Patrick Roy, jenž se stal hlavním trenérem klubu NHL - Colorada Avalanche. Foote působil na pozici jeho asistenta a měl na starosti defenzivu týmu.

## Individuální úspěchy
- 1990/1991 - OHL 1. All-Star team

## Týmové úspěchy
- 1996 - Stříbro na Světovém poháru.
- 1995/1996 - Stanley cup s Coloradem Avalanche.
- 1995/1996 - Clarence S. Campbell Bowl s Coloradem Avalanche.
- 1996/1997 - Presidents' Trophy s Coloradem Avalanche.
- 2000/2001 - Stanley cup s Coloradem Avalanche.
- 2000/2001 - Clarence S. Campbell Bowl s Coloradem Avalanche.
- 2000/2001 - Presidents' Trophy s Coloradem Avalanche.
- 2002 - Zlato na Zimních olympijských hrách.
- 2004 - Zlato na Světovém poháru.

## Prvenství
- Debut v NHL – 19. října 1991 (Quebec Nordiques proti Detroit Red Wings)
- První asistence v NHL – 21. listopadu 1991 (Quebec Nordiques proti Montreal Canadiens)
- První gól v NHL – 14. ledna 1992 (Quebec Nordiques proti Calgary Flames, kanadskému brankáři Mike Vernon)

## Klubové statistiky
| Sezóna             | Klub                        | Soutěž             |      | Základní část | Základní část | Základní část | Základní část | Základní část |    | Play off | Play off | Play off | Play off | Play off |
| Sezóna             | Klub                        | Soutěž             | Z    | G             | A             | B             | TM            | Z             | G  | A        | B        | TM       |          |          |
| 1987/1988          | Whitby Midgets              | Nižší-Ont.         | 65   | 25            | 43            | 68            | 108           | —             | —  | —        | —        | —        |          |          |
| 1988/1989          | Sault Ste. Marie Greyhounds | OHL                | 66   | 7             | 31            | 38            | 120           | —             | —  | —        | —        | —        |          |          |
| 1989/1990          | Sault Ste. Marie Greyhounds | OHL                | 61   | 12            | 43            | 55            | 199           | —             | —  | —        | —        | —        |          |          |
| 1990/1991          | Sault Ste. Marie Greyhounds | OHL                | 59   | 18            | 51            | 69            | 93            | 14            | 5  | 12       | 17       | 28       |          |          |
| 1991/1992          | Halifax Citadels            | AHL                | 6    | 0             | 1             | 1             | 2             | —             | —  | —        | —        | —        |          |          |
| 1991/1992          | Québec Nordiques            | NHL                | 46   | 2             | 5             | 7             | 44            | —             | —  | —        | —        | —        |          |          |
| 1992/1993          | Québec Nordiques            | NHL                | 81   | 4             | 12            | 16            | 168           | 6             | 0  | 1        | 1        | 2        |          |          |
| 1993/1994          | Québec Nordiques            | NHL                | 45   | 2             | 6             | 8             | 67            | —             | —  | —        | —        | —        |          |          |
| 1994/1995          | Québec Nordiques            | NHL                | 35   | 0             | 7             | 7             | 52            | 6             | 0  | 1        | 1        | 14       |          |          |
| 1995/1996          | Colorado Avalanche          | NHL                | 73   | 5             | 11            | 16            | 88            | 22            | 1  | 3        | 4        | 36       |          |          |
| 1996/1997          | Colorado Avalanche          | NHL                | 78   | 2             | 19            | 21            | 135           | 17            | 0  | 4        | 4        | 62       |          |          |
| 1997/1998          | Colorado Avalanche          | NHL                | 77   | 3             | 14            | 17            | 124           | 7             | 0  | 0        | 0        | 23       |          |          |
| 1998/1999          | Colorado Avalanche          | NHL                | 64   | 5             | 16            | 21            | 92            | 19            | 2  | 3        | 5        | 24       |          |          |
| 1999/2000          | Colorado Avalanche          | NHL                | 59   | 5             | 13            | 18            | 98            | 16            | 0  | 7        | 7        | 28       |          |          |
| 2000/2001          | Colorado Avalanche          | NHL                | 35   | 3             | 12            | 15            | 42            | 23            | 3  | 4        | 7        | 47       |          |          |
| 2001/2002          | Colorado Avalanche          | NHL                | 55   | 5             | 22            | 27            | 55            | 21            | 1  | 6        | 7        | 28       |          |          |
| 2002/2003          | Colorado Avalanche          | NHL                | 78   | 11            | 20            | 31            | 88            | 6             | 0  | 1        | 1        | 8        |          |          |
| 2003/2004          | Colorado Avalanche          | NHL                | 73   | 8             | 22            | 30            | 87            | 11            | 0  | 4        | 4        | 10       |          |          |
| 2005/2006          | Columbus Blue Jackets       | NHL                | 65   | 6             | 16            | 22            | 89            | —             | —  | —        | —        | —        |          |          |
| 2006/2007          | Columbus Blue Jackets       | NHL                | 59   | 3             | 9             | 12            | 71            | —             | —  | —        | —        | —        |          |          |
| 2007/2008          | Columbus Blue Jackets       | NHL                | 63   | 1             | 14            | 15            | 95            | —             | —  | —        | —        | —        |          |          |
| 2007/2008          | Colorado Avalanche          | NHL                | 12   | 0             | 1             | 1             | 12            | 10            | 0  | 0        | 0        | 6        |          |          |
| 2008/2009          | Colorado Avalanche          | NHL                | 42   | 1             | 6             | 7             | 30            | —             | —  | —        | —        | —        |          |          |
| 2009/2010          | Colorado Avalanche          | NHL                | 67   | 0             | 9             | 9             | 64            | 6             | 0  | 1        | 1        | 10       |          |          |
| 2010/2011          | Colorado Avalanche          | NHL                | 46   | 0             | 8             | 8             | 33            | —             | —  | —        | —        | —        |          |          |
| Nižší-Ont. celkově | Nižší-Ont. celkově          | Nižší-Ont. celkově | 65   | 25            | 43            | 68            | 108           | --            | -- | --       | --       | --       |          |          |
| OHL celkově        | OHL celkově                 | OHL celkově        | 186  | 37            | 126           | 163           | 412           | 14            | 5  | 12       | 17       | 28       |          |          |
| AHL celkově        | AHL celkově                 | AHL celkově        | 6    | 0             | 1             | 1             | 2             | --            | -- | --       | --       | --       |          |          |
| NHL celkově        | NHL celkově                 | NHL celkově        | 1152 | 66            | 242           | 308           | 1530          | 170           | 7  | 35       | 42       | 298      |          |          |

## Reprezentace
| Rok                    | Tým                    | Soutěž                 | Z  | G | A | B | TM |
| ---------------------- | ---------------------- | ---------------------- | -- | - | - | - | -- |
| 1996                   | Kanada                 | SP                     | 8  | 1 | 0 | 1 | 16 |
| 1998                   | Kanada                 | ZOH                    | 6  | 0 | 1 | 1 | 4  |
| 2002                   | Kanada                 | ZOH                    | 6  | 1 | 0 | 1 | 2  |
| 2004                   | Kanada                 | SP                     | 6  | 0 | 3 | 3 | 0  |
| 2006                   | Kanada                 | ZOH                    | 6  | 0 | 1 | 1 | 6  |
| Seniorská reprezentace | Seniorská reprezentace | Seniorská reprezentace | 32 | 2 | 5 | 7 | 28 |